# Thomas Schönberger
Thomas Schönberger (Graz, 14 ottobre 1986) è un calciatore austriaco, difensore del St. Marein/Graz.